# Alliierter Kontrollrat

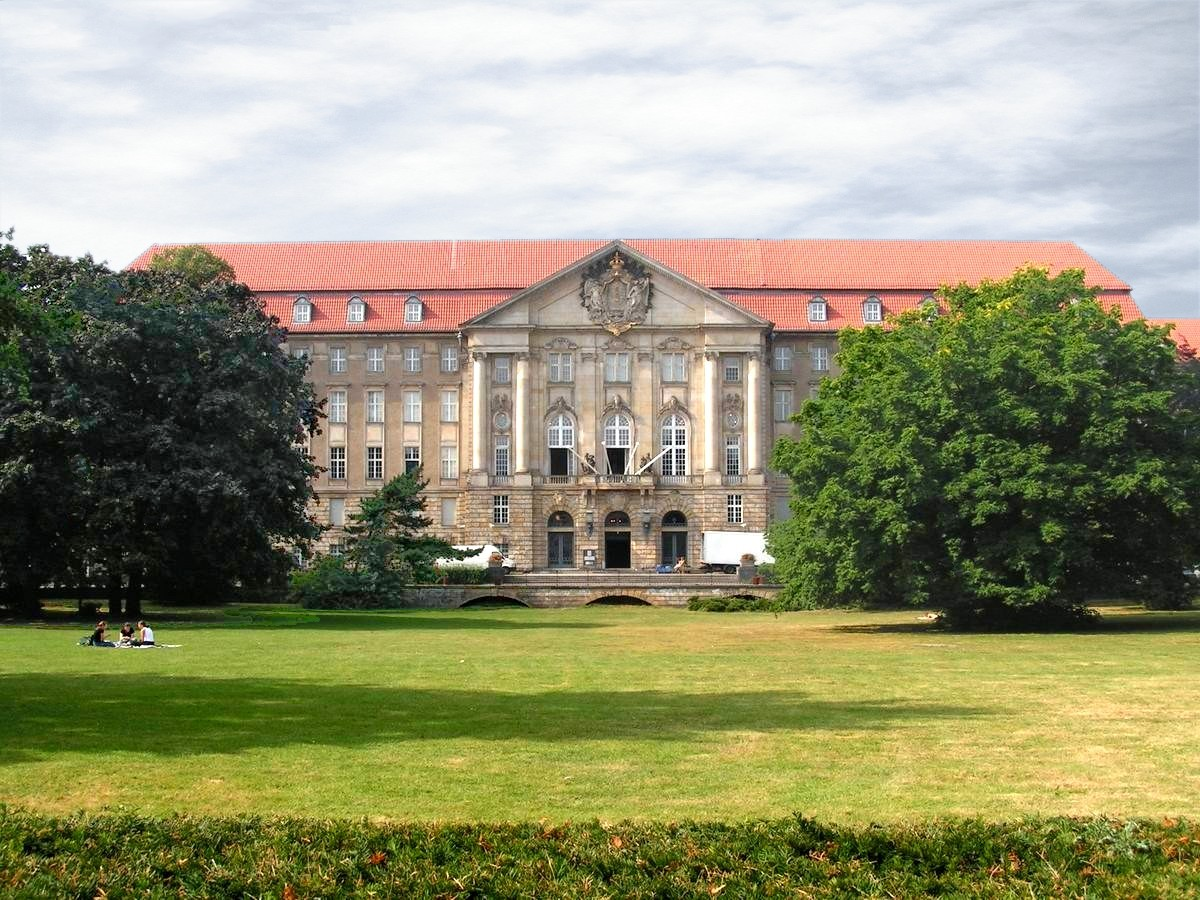
Gebäude des Kammergerichts in Berlin: Tagungsort und Sitz des Alliierten Kontrollrats in Deutschland

Der Alliierte Kontrollrat wurde nach dem Zweiten Weltkrieg von den Besatzungsmächten als oberste Besatzungsbehörde für Deutschland westlich der Oder-Neiße-Linie eingesetzt und übte die höchste Regierungsgewalt aus. Sein Sitz war in der Reichshauptstadt Berlin. Er bestand aus den Militärgouverneuren der vier Besatzungszonen in Deutschland und erließ sogenannte Kontrollratsgesetze und andere Direktiven, die für alle Besatzungszonen galten und über die einstimmig entschieden werden musste. Ihre Ausführung lag im Ermessen der Militärgouverneure, bei unüberbrückbaren Gegensätzen im Kontrollrat hatte jeder von ihnen das Recht, in seiner Zone auf Weisung seiner Regierung eigene Entscheidungen zu treffen. Deswegen gab es in Fragen der gemeinsamen Deutschlandpolitik der Hauptsiegermächte gleichsam ein Vetorecht, das es jeder Besatzungsmacht erlaubte, in ihrer Zone einen eigenen Weg einzuschlagen.
Die drei alliierten Militärgouverneure für die westlichen Besatzungszonen waren der französische General Pierre Koenig (1898–1970, Militärgouverneur 1945–1949), der britische General Brian Robertson (1896–1974, Militärgouverneur 1947–1949) und der US-amerikanische General Lucius D. Clay (1898–1978, Militärgouverneur 1947–1949).
Der Alliierte Kontrollrat für Deutschland trat am 30. Juli 1945, während der Konferenz von Potsdam, zu seiner ersten Sitzung zusammen. Rechtliche Grundlage seiner Tätigkeit waren das Londoner Abkommen über Kontrolleinrichtungen in Deutschland vom 14. November 1944 und die Berliner Viermächteerklärung vom 5. Juni 1945. Er hatte die Aufgabe, „richtunggebende Grundsätze zur Wirtschaftlichen Entmilitarisierung Deutschlands“ auszuarbeiten.
Nachdem der sowjetische Vertreter vor dem Hintergrund des beginnenden Kalten Krieges am 20. März 1948 den Kontrollrat und im Juni 1948 die Alliierte Kommandantur verlassen hatte, stellte der Kontrollrat seine Tätigkeit praktisch ein, was im Jahr darauf zur Teilung Deutschlands führte.
Der Alliierte Kontrollrat trat als Souverän über Deutschland erst wieder 1990 zusammen; es war das letzte Mal, weil im Zuge der deutschen Wiedervereinigung im Oktober 1990 die vier Siegermächte ihre Rechte und Verantwortlichkeiten für Deutschland und Berlin bis zur Ratifizierung des Zwei-plus-Vier-Vertrages 1991 aussetzten.

## Vorgeschichte
Die Hauptalliierten der Anti-Hitler-Koalition hatten sich, beginnend mit der Konferenz von Teheran Ende 1943, mehrfach auf unterschiedlicher Ebene getroffen, um eine Einigung über das Vorgehen für die Zeit nach dem Sieg über das nationalsozialistische Deutsche Reich zu erzielen. So hatten die Teilnehmer der Casablanca-Konferenz die Forderung nach einer bedingungslosen Kapitulation erhoben und die Erklärung von Jalta eine Einteilung in Besatzungszonen sowie eine koordinierte Verwaltung und Kontrolle durch eine Zentrale Kontrollkommission ergeben. Nach dem militärischen Zusammenbruch und dem Inkrafttreten der bedingungslosen Kapitulation der deutschen Wehrmacht in der Nacht vom 8. zum 9. Mai 1945 wurde am 23. Mai im Sonderbereich Mürwik die Geschäftsführende Reichsregierung unter Karl Dönitz und Johann Ludwig Graf Schwerin von Krosigk verhaftet.
Für Deutschland übernahmen die Regierungen des Vereinigten Königreichs, der Vereinigten Staaten von Amerika und der Sowjetunion sowie der Provisorischen Regierung der Französischen Republik am 5. Juni 1945 mit der Berliner Erklärung offiziell die oberste Regierungsgewalt in Deutschland; sie stellten darüber hinaus das Kontrollverfahren in Deutschland und obendrein „innerhalb seiner Grenzen, wie sie am 31. Dezember 1937 bestanden“, die vier Besatzungszonen beziehungsweise für Berlin die vier Sektoren fest. Die Festlegung der endgültigen Grenzen Deutschlands (oder irgendeines Teils davon) jedoch sollte ebenso wie die Fixierung seiner Rechtsstellung Sache einer späteren Friedensregelung sein, die dann im Zwei-plus-Vier-Vertrag abschließend ihren Ausdruck gefunden hat.
Für das besetzte Österreich, wo die Vorstände der (wieder) entstandenen Parteien SPÖ, ÖVP und KPÖ am 27. April in einer gemeinsamen Proklamation über die Selbständigkeit Österreichs in Berufung auf die Moskauer Deklaration den „Anschluss“ für nichtig und Österreich für unabhängig erklärt sowie eine provisorische Staatsregierung gebildet hatten, wurde am 4. Juli ein entsprechendes Abkommen über die alliierte Kontrolle unterzeichnet und eine Alliierte Kommission eingerichtet.

## Konstituierung
Gemäß den Vereinbarungen über das Kontrollsystem in Deutschland, die die von den USA, der Sowjetunion und Großbritannien gebildete Europäische Beratende Kommission am 12. September und 14. November 1944 (Abkommen über Kontrolleinrichtungen in Deutschland) unterzeichnet hatte und die im Sommer 1945 auf der Potsdamer Konferenz bestätigt wurden, sollte die oberste Regierungsgewalt sowohl innerhalb der Besatzungszonen als auch Deutschlands als Ganzes durch die Oberbefehlshaber der vier Mächte ausgeübt werden. Entsprechend waren diese die Repräsentanten der Siegermächte im Alliierten Kontrollrat: Marschall Schukow für die UdSSR, General Eisenhower für die USA, Feldmarschall Montgomery für Großbritannien und General de Lattre de Tassigny für Frankreich.
Am 30. Juli 1945 – am Rande dieser Konferenz – trat der Kontrollrat im US-Hauptquartier Berlin-Dahlem zu seiner konstituierenden Sitzung zusammen. Die Geschäftsordnung sah vor, dass alle zehn Tage (also dreimal im Monat) eine Plenarsitzung stattfinden und in der Zwischenzeit ein Koordinierungsausschuss die Sitzungen vorbereiten sollte. Außerdem musste er im Konsens, also einstimmig, entscheiden und sollte eine gemeinsam koordinierte Politik in Bezug auf ganz Deutschland, die wirtschaftliche Einheit und die Zukunft Deutschlands sicherstellen, während jede der Mächte für die Verwaltung in ihrer jeweiligen Besatzungszone vollkommen eigenverantwortlich handelte.
Nachdem die Westmächte den sowjetischen Vorschlag verwarfen, sich im weitgehend betriebsbereiten Haus des ehemaligen Reichsluftfahrtministeriums im Sowjetischen Sektor niederzulassen, blieb der Alliierte Kontrollrat im Amerikanischen Sektor und zog samt Koordinierungsausschuss und seinen Unterorganen in das unzerstörte, bisherige Gebäude des Berliner Kammergerichts am Heinrich-von-Kleist-Park im Bezirk Schöneberg ein. Dessen Plenarsaal hatte von August 1944 bis Januar 1945 mehrfach der Volksgerichtshof genutzt.

## Tätigkeit

### Aufgaben und Organe
Die amerikanische Besatzungszone wurde vom Office of Military Government for Germany (U.S.) (OMGUS) mit Sitz in Berlin und Frankfurt am Main verwaltet, die britische von der Control Commission for Germany/British Element, die sowjetische von der Sowjetischen Militäradministration (jeweils Berlin) und die französische von der zentralen Militärregierung („Gouvernement militaire de la zone française d’occupation“) in Baden-Baden. Nach den Beschlüssen auf der Potsdamer Konferenz hatte jede der vier Mächte politische Handlungsfreiheit in ihrer Zone.
Der Kontrollrat sollte die oberste Regierungsgewalt für Deutschland als Ganzes ausüben. Er war besetzt mit den Oberbefehlshabern der vier Besatzungszonen. Der Koordinierungsausschuss bestand aus ihren Stellvertretern Lucius D. Clay für die USA, Brian H. Robertson für Großbritannien, Wassili Sokolowski für die UdSSR und Louis Koeltz für Frankreich.
Die Aufgaben des Kontrollrates waren gem. Art. 3 des Abkommens über Kontrolleinrichtungen in Deutschland:
1. die angemessene Einheitlichkeit des Vorgehens der Oberbefehlshaber in ihren jeweiligen Besatzungszonen sicherzustellen;
2. Pläne aufzustellen und im gegenseitigen Einvernehmen Entscheidungen zu treffen über die wesentlichen Deutschland als Ganzes betreffenden militärischen, politischen, wirtschaftlichen und sonstigen Fragen, und zwar gemäß den jedem Oberbefehlshaber von seiner Regierung erteilten Weisungen;
3. die deutsche Zentralverwaltung zu überwachen, die nach Anweisungen des Kontrollrates tätig und diesem für die Sicherstellung der Erfüllung seiner Forderungen verantwortlich sein wird;
4. die Verwaltung Groß-Berlins durch entsprechende Organe zu leiten.

Der Kontrollrat sollte einmal innerhalb von zehn Tagen und auf Antrag eines seiner Mitglieder jederzeit zusammentreten. Entscheidungen des Kontrollrates mussten einstimmig ergehen. Der Vorsitz im Kontrollrat wurde der Reihe nach von jedem seiner vier Mitglieder geführt.
Dem Kontrollrat wurde ein ständiger Koordinierungsausschuss untergeordnet, der sich aus je einem Vertreter der vier Oberbefehlshaber nicht unter Generalsrang oder dem entsprechenden Rang der Marine oder Luftwaffe zusammensetzte. Die Aufgaben des Koordinierungsausschusses umfassten gem. Art. 5 des Abkommens über Kontrolleinrichtungen in Deutschland:
1. die Ausführung der Kontrollratsentscheidungen;
2. die ständige Überwachung und Kontrolle der Tätigkeit der deutschen Zentralverwaltung und der deutschen Institutionen;
3. die Koordination laufender Probleme, die einheitliche Maßnahmen in allen vier Zonen erfordern;
4. die Vorprüfung und Vorbereitung aller von den einzelnen Oberbefehlshabern unterbreiteten Fragen für den Kontrollrat.

Der Koordinierungsausschuss handelte durch den Kontrollstab, der Abteilungen bildete für Heer, Marine, Luftwaffe, Transportwesen, Politik, Wirtschaft, Finanzen, Reparationen und Leistungen an die Besatzungsmächte sowie Restitutionen, Innere Angelegenheiten und Nachrichtenwesen, Rechtswesen, Kriegsgefangene und Displaced Persons, Arbeit. Die einzelnen Abteilungen wurden von einem Gremium aus vier Vertretern (einer von jeder Macht) geleitet. Die Aufgaben der vier Abteilungsleiter, die gemeinsam handeln sollten, umfassten gem. Art. 6 des Abkommens über Kontrolleinrichtungen in Deutschland:
1. die Ausübung der Aufsicht über die entsprechenden deutschen Ministerien und deutschen zentralen Dienststellen;
2. die Tätigkeit als Ratgeber für den Kontrollrat und – wenn erforderlich – die Teilnahme an dessen Sitzungen;
3. die Übermittlung der vom Koordinierungsausschuss mitgeteilten Entscheidungen des Kontrollrates an die deutsche Zentralverwaltung.

Groß-Berlin wurde von der Alliierten Kommandantur unter der allgemeinen Leitung des Kontrollrats verwaltet.

### Gesetzgebung

#### Formen
Der Alliierte Kontrollrat beschloss bis 1948 in über 80 Sitzungen über einhundert Proklamationen, Gesetze, Befehle, Direktiven und Instruktionen für die vier Besatzungszonen.
In der Kontrollratsdirektive Nr. 10 vom 22. September 1945 beschrieb der Kontrollrat die unterschiedlichen Formen seiner Gesetzgebung und ihre Bedeutung:
- Proklamationen verkünden die Angelegenheiten von besonderer Wichtigkeit für die Besatzungsmächte oder das deutsche Volk.
- Gesetze werden zur allgemeingültigen Anwendung erlassen, soweit sie nicht anderes ausdrücklich bestimmen.
- Befehle werden erteilt, falls der Kontrollrat Forderungen an Deutschland zu stellen hat und diese nicht in Form eines Gesetzes erfolgen.
- Direktiven dienen der Bekanntmachung der allgemeinen Absichten oder Entscheidungen des Kontrollrates in verwaltungstechnischen Angelegenheiten.
- Instruktionen stellen unmittelbare Forderungen an eine besondere Behörde.

Proklamationen und Gesetze wurden von den Mitgliedern des Kontrollrates unterzeichnet, Befehle von den Mitgliedern des Kontrollrates oder des Koordinationsausschusses, Direktiven und Instruktionen von den Mitgliedern des Koordinationsausschusses. In Abwesenheit eines Mitglieds des Kontrollrates oder des Koordinationsausschusses konnte sein Stellvertreter für ihn unterzeichnen.
Die Akte wurden gem. der Direktive Nr. 11 vom 22. September 1945 im Amtsblatt des Kontrollrats in englischer, russischer und französischer Sprache mit deutscher Übersetzung veröffentlicht. Die Gültigkeit hing jedoch nicht von ihrer Veröffentlichung in deutscher Sprache ab.
Mit Wirkung zum 1. Mai 1947 wurde die Direktive Nr. 10 durch die Kontrollratsdirektive Nr. 51 vom 29. April 1947 ersetzt. Der Kontrollrat übte seine gesetzgebende Tätigkeit danach nur noch in Form von Proklamationen, Gesetzen und Befehlen aus. Proklamationen verkündeten dem deutschen Volk weiterhin Angelegenheiten oder Handlungen von besonderer Wichtigkeit. Gesetze behandelten wichtige Angelegenheiten von großer Tragweite, die von dauernder oder zeitweiliger Anwendbarkeit waren oder bestehende gesetzliche Bestimmungen aufhoben, änderten oder zeitweilig außer Kraft setzten. Gesetze waren in der Regel bindend für alle in Deutschland wohnhaften Personen. Befehle behandelten Angelegenheiten von begrenzter Anwendbarkeit oder vorübergehenden Charakters. Auch Befehle waren in der Regel bindend für alle in Deutschland wohnhaften Personen.
Gesetze und Befehle konnten als einzige Akte der Gesetzgebung Strafbestimmungen mit unmittelbarer Wirkung enthalten. Enthielten Direktiven solche Strafvorschriften, mussten diese von den Zonenbefehlshabern in Durchführungsbestimmungen in Kraft gesetzt werden. Der Kontrollrat konnte zwecks Bekanntgabe seiner Entscheidungen auch Direktiven und „genehmigte Dokumente“ herausgeben, die jedoch keine Akte der Gesetzgebung waren.

#### Inhalt
Die ersten beiden Gesetze betrafen die Aufhebung von nationalsozialistischem Recht und die Auflösung und Liquidierung der NS-Organisationen. In den 1946 erlassenen Befehlen Nr. 3 und Nr. 4 wurde die Aussonderung und Vernichtung von Literatur und Werken nationalsozialistischen und militaristischen Charakters angeordnet sowie eine Registrier- und Arbeitspflicht für alle Personen im erwerbsfähigen Alter. Neben vorläufigen Grenzziehungen (zum Beispiel Oder-Neiße-Linie) und einer versuchten Legitimierung von Vertreibungen und Umsiedlungen war insbesondere die wirtschaftliche Entmilitarisierung relevant für die Arbeit des Kontrollrats. Die wirtschaftliche Demilitarisierung, gekoppelt mit Reparationen (in Form des Abbaus und Abtransportes von Industrieanlagen) wurde jedoch von jeder Besatzungsmacht autonom durchgeführt (insbesondere von der Sowjetunion und Frankreich), ohne dass hierzu eine einheitliche Politik des Kontrollrats bestand.

## Wende in der Besatzungspolitik und Auswirkungen auf die Kontrollratstätigkeit in Deutschland
Der wachsende Ost-West-Konflikt zwischen der Sowjetunion und den Westmächten, etwa im Nahen Osten und in Asien, sowie die sowjetische Politik, Satellitenstaaten aufzubauen (den so genannten Ostblock), führte zu Misstrauen der Westmächte auch in Bezug auf die sowjetische Politik in Deutschland.
Obwohl die bisherige Art der Wirtschaftsführung und Praxis der Reparationsentnahmen jeweils in der sowjetischen und französischen Zone akzeptiert wurden, gab es neuartige Forderungen, hauptsächlich von den USA im Kontrollrat, die wirtschaftliche Einheit Deutschlands zu bewahren. Diese sind im Juli 1946 von der UdSSR als Versuch der Einflussnahme zurückgewiesen worden. Ob dies bereits de facto das Scheitern des Kontrollrates darstellte, mag umstritten sein. Dagegen spricht die von der UdSSR veränderte ökonomische Praxis in ihrer Zone mit der Gründung von Sowjetischen Aktiengesellschaften (SAG) und der Einstellung des Abbaus von Produktionsanlagen. Längerfristig sollten wohl Reparationsleistungen besser mit wirtschaftlichem Aufbau als mit Abbau abgesichert werden, was mit einer Besserstellung von SAGs gegenüber der restlichen Wirtschaft von Versorgung bis zur Lohnhöhe ablesbar ist. Zu diesem Zeitpunkt war die Politik der Sowjetunion noch nicht darauf ausgerichtet, ihre Zone abzutrennen oder anderweitig zu separieren, sondern Einfluss über die Sowjetzone hinaus zu gewinnen.
Aber wohl auch der zunehmende Ost-West-Konflikt war es zumindest nicht allein, der die einst sich unterstützenden Siegermächte nun immer weiter spaltete und die Arbeit des Kontrollrates erschwerte. Denn Großbritannien bekam zunehmende wirtschaftliche Probleme, die Besatzungskosten zu finanzieren, und hatte ebenso wie die US-amerikanischen Vertreter vor den Parlamenten diese hohen Kosten zu rechtfertigen. Bevorstehende Wahlen in den westlichen Demokratien und Politiker, die wiedergewählt werden wollten, hatten wie an vielen Begebenheiten der Weltgeschichte auch hier einen nicht unerheblichen Beitrag an den Entscheidungen. Somit wuchs das Interesse von Großbritannien und den USA an einer zügigeren Beendigung der Besatzung. Frankreich, das durch den Krieg wirtschaftlich wesentlich angeschlagener war als die anderen beiden Westalliierten, brauchte die Reparationen dringender und wollte wie die Sowjetunion aus gleichen Gründen dies nicht. Außerdem sei daran erinnert, dass trotz oder wegen (hier gibt es zwei unversöhnliche politische Meinungen) des Versailler Vertrags ein weiterer Weltkrieg nicht verhindert werden konnte, worauf hin auch Frankreich nicht an einem baldigen Ende der Besatzung interessiert sein konnte.
Daraufhin begannen die USA und Großbritannien ohne Frankreich und die UdSSR, eine wirtschaftliche Zusammenlegung zwischen ihren Zonen zu forcieren. Dies mündete in die vertragliche Vereinbarung dieses ersten Teilzusammenschlusses vom 2. Dezember 1946, durch die Einrichtung einer britisch-amerikanischen Bizone zum 1. Januar 1947. Dass nun sogar die Westmächte zu keiner Einheit mehr fähig waren, zeigt die Tatsache, dass Frankreich seine Zone erst am 8. April 1949, also kurz vor Gründung der Bundesrepublik Deutschland, anschloss. Der letzte Versuch, die unterschiedlichen deutschlandpolitischen Vorstellungen zum Ausgleich zu bringen, scheiterte mit der ergebnislosen Londoner Außenministerkonferenz im November/Dezember 1947.
Mit einem weiteren, noch gemeinsamen Beschluss wurde das Kontrollratsgesetz Nr. 46 vom 25. Februar 1947 erlassen. Hiermit wurde der Staat Preußen aufgelöst. Es ist die letzte als politisch bedeutsam einzuordnende Entscheidung. Im überwiegend administrativen Charakter der letzten noch folgenden Entscheidungen widerspiegelte sich ebenfalls die zunehmende Ohnmacht der obersten Verwaltung der vier Besatzungsmächte gegenüber den immer mehr zu Tage tretenden Zerwürfnissen untereinander. Das am 20. Februar 1948 beschlossene und am 20. März desselben Jahres in Kraft getretene Kontrollratsgesetz Nr. 62 war der letzte gemeinsame gesetzliche Akt des Rates. Ebenfalls am 20. März 1948 vertagte, d. h. blockierte die Sowjetunion aus Protest gegen die Londoner Sechsmächtekonferenz und die Gründung des Brüsseler Paktes die Beschlussfassung des Alliierten Kontrollrats, der erst 1990 wieder zusammentrat und so mehr als vier Jahrzehnte lang ohne Funktion war. Nach Auffassung der UdSSR hatten auf der Londoner Konferenz, bei Nichteinladung sowjetischer Vertreter, die westlichen Mächte nicht nur offen über die Schaffung eines deutschen Separatstaates diskutiert, sondern diesen Staat sowie seine künftige Einbindung in Westeuropa ausdrücklich in der Beschlussfassung empfohlen, aber im Kontrollrat auch nicht darüber berichtet. Entsprechend diesen Verstößen begründete die UdSSR ihre Reaktion mit der Vertagung.
Mit der sorgfältig geplanten und koordinierten Währungsreform in den drei Westzonen in der Nacht vom 20. zum 21. Juni 1948 und die vom 24. bis zum 28. Juni folgende Währungsreform in der Sowjetischen Besatzungszone (SBZ) wurde die wirtschaftliche Spaltung Deutschlands in eine Zentralverwaltungswirtschaft im Osten und eine soziale Marktwirtschaft im Westen weiter vertieft und die Spaltung Deutschlands evident, noch bevor überhaupt ein deutsches Staatswesen zugelassen wurde. Das Aufkleben von briefmarkenähnlichen Klebeetiketten als Provisorium für ein neues Geld zeigt, dass von der durch die sowjetische Besatzungsmacht eingesetzten Deutschen Wirtschaftskommission der SBZ keine derart einschneidende Maßnahme wie eine Währungsreform geplant war.
Der Versuch der Sowjetunion, mit der Berlin-Blockade West-Berlin ihrem Herrschaftsbereich einzuverleiben, scheiterte. In der Konsequenz konzentrierte sich die Sowjetunion auf die Sicherung der Diktatur der Sozialistischen Einheitspartei Deutschlands (SED). Die Parteien in der Sowjetzone wurden zu Blockparteien umgewandelt und Verwaltungen und Parlamente gleichgeschaltet.
Da offensichtlich war, dass die Sowjetunion nicht bereit war, eine gesamtdeutsche demokratische Volksvertretung zuzulassen, erfolgte am 1. Juli 1948 durch die westlichen Militärgouverneure, dessen Vertreter Mitglieder des Kontrollrates waren, einseitig die Übergabe der Frankfurter Dokumente an die elf Ministerpräsidenten der Westzonen mit der Aufforderung zur Bildung einer verfassunggebenden Versammlung, der Aufforderung zur Überprüfung der Landesgrenzen innerhalb der westlichen Zonen und der Ankündigung eines Besatzungsstatuts. Umgekehrt versuchte die SED, über den Volkskongress und den Volksrat ein Gegengewicht herzustellen.
Als einzige tatsächliche gesamtalliierte Aufgaben blieben die Flugüberwachung durch die Alliierte Luftsicherheitszentrale (Air Safety Control, seit 1945 bis 1990, am Kleistpark) und die Bewachung des unter Vier-Mächte-Verwaltung gestellten Kriegsverbrechergefängnisses Berlin-Spandau, in dem bis 1987 mit Rudolf Heß der letzte der im Nürnberger Hauptkriegsverbrecherprozess verurteilten NS-Kriegsverbrecher in Haft saß.
Im Rahmen der sich überstürzenden Ereignisse der Wiedervereinigung fanden sich am 11. Dezember 1989 die Botschafter der Vier Mächte ein. Darauf wurde der Kontrollrat im Jahr 1990 von Frankreich in Berlin einberufen und bestand bis zum 2. Oktober weiter.

## Nachfolge, Auflösung
Während der folgenden Teilung Deutschlands blieb die Souveränität der beiden deutschen Staaten eingeschränkt. Für die Bundesrepublik Deutschland und West-Berlin war die Alliierte Hohe Kommission (AHK) mit drei Hohen Kommissaren (auch „Hochkommissaren“) von 1949 bis 1955 oberstes Kontrollorgan der drei Westmächte. Diese wurde mit Auflösung des Besatzungsstatuts durch Inkrafttreten der Pariser Verträge 1955 aufgelöst, aber das alliierte Vorbehaltsrecht schränkte die staatliche Souveränität weiterhin ein.
Die Sowjetische Militäradministration in Deutschland (SMAD) bis 1949 und die Sowjetische Kontrollkommission (SKK) waren die Überwachungs- und Leitungsinstitution der sowjetischen Besatzungsmacht zur Führung der SBZ beziehungsweise später der Deutschen Demokratischen Republik bis zum 28. Mai 1953. Nach dem Tod Josef Stalins wurde die SKK in die „Hohe Kommission der UdSSR in Deutschland“ umgewandelt. Der damalige politische Berater General Tschuikows, Wladimir S. Semjonow (später stellvertretender Außenminister der Sowjetunion), wurde zum Hohen Kommissar ernannt.
Der Alliierte Kontrollrat und der Rat der Außenminister wurden formal erst durch den Zwei-plus-Vier-Vertrag von 1990 aufgelöst, der die vollständige Souveränität Deutschlands herstellte und den Weg für die Vereinigung der beiden deutschen Staaten freimachte. Durch die Beendigung der „entsprechenden, damit zusammenhängenden vierseitigen Vereinbarungen, Beschlüsse und Praktiken“ und die Auflösung „alle[r] entsprechenden Einrichtungen der Vier Mächte“, einschließlich der Gesetzgebungsmacht des Kontrollrats, hörte dieser zusammen mit der Berliner Kommandantur dann auch formell auf zu existieren. Mit deren Auflösung wurde die Regierung Kohl als erste gesamtdeutsche Regierung nach 1945 eingesetzt.
Das AlliiertenMuseum in Berlin dokumentiert das Engagement und die Rolle der Westalliierten in Deutschland und West-Berlin in der Zeit von 1945 bis 1994.